# Blepephaeus nicobaricus
Blepephaeus nicobaricus là một loài bọ cánh cứng trong họ Cerambycidae.